# Заклятие долины змей
«Закля́тие доли́ны змей» (пол. Klątwa Doliny Węży) — фантастический художественный фильм совместного советско-польского производства. Снят по мотивам повести «Хобби доктора Травена» Роберта Стрэттона (псевдоним польского писателя Веслава Гурницкого).

## Сюжет
В 1954 году, когда капитан французской армии Бернар Травен (Роман Вильхельми) служил пилотом вертолёта в ходе войны в Индокитае, во время разведывательного полёта над джунглями Центрального Лаоса его вертолёт обстреливает лаосский партизан из пулемёта Браунинга. Напарник Травена получает смертельное ранение, но всё же успевает посадить вертолёт в джунглях, а сам Травен остаётся в живых. Прикрыв вертолёт пальмовыми ветками, Травен добирается до затерянного буддистского храма, где, угрожая монахам пистолетом, похищает священную реликвию — голову змеи, усеянную драгоценными камнями. Реликвия содержит в себе древний манускрипт с таинственными письменами. После этого капитан спешно покидает монастырь, не слыша, как один из монахов прокричал ему вслед что-то недоброе…
К моменту основных событий фильма вышедший в отставку Травен живёт в Париже, собирает древние произведения искусств и считается знаменитым антикваром. Но странная находка, привезённая им из Индокитая, не даёт ему покоя.
На помощь ему пришла другая известная в определённых кругах личность — польский профессор Ян Тарнас (Кшиштоф Кольбергер), специализирующийся на забытой храмовой культуре Кхурумванит, который смог прочитать надпись на манускрипте Травена и даже обнаружил в этом свитке тайник. Внутри волокон была спрятана карта, которая указывала путь к Долине Тысячи Змей, где, исходя из текста, хранилось оружие, обладатель которого мог стать властелином мира. После извлечения секретной карты начинают происходить странные события — учёного и коллекционера постоянно преследуют ядовитые змеи: в саду, в доме и в кабинете учёного. По чистой случайности жертвами змей становились посторонние люди, а профессор и антиквар оставались в живых. К тому же в их тайну посвящена пронырливая французская репортер газеты «France Soir» Кристин Жобер (Эва Салацкая), а также тайная организация, возглавляемая неким господином Бричером (Игорь Пшегродзкий). Исследователи, работающие в данной организации, обнаружили, что в орнаменте на древнем манускрипте находится зашифрованная молекулярная структура сплава (церий + лантан + неодим), который можно было получить только в условиях космического вакуума. Тем временем Травен, не сообщая Тарнасу ни о своём прошлом, ни о своих замыслах, организует экспедицию в Лаос. По прибытии они останавливаются в гостинице.
В Лаосе к партнёрам присоединяется вездесущая Кристин и местный проводник, отец которого, по его словам, был партизаном и знал все пути в джунглях (возможно, это он показан в начале фильма). По пути к храму Тарнас встречает своего давнего приятеля — советского учёного Андрея Бутурлина (Сергей Десницкий), работающего здесь. Бутурлин приглашает компаньонов к себе в лагерь. Ночью приключения со змеями продолжаются, однако Андрею удаётся остановить змей с помощью шашек с усыпляющим газом. На следующий день путешественники добираются до храма. Настоятель храма в обмен на манускрипт выделяет компаньонам монаха в качестве проводника в Долину Тысячи Змей.
Бернар, Ян и Кристин, исследуя долину, попадают в древнее подземелье, где, пройдя несколько ловушек со змеями, лазерными установками и огромным змееподобным монстром, находят саркофаг с инопланетянином и необычный, похожий на амфору сосуд. Если верить надписи, сосуд заключает в себе некую силу и могущество, добро и зло, угрозу для всего мира или ключ к господству над ним. Но алчному Травену всё равно. На выходе из подземелья он заявляет спутникам, что бросает их, а затем убивает проводника, потребовавшего вернуть амфору на место. После он с добычей возвращается в гостиницу, где его самого настигает убийца. Последний забирает амфору и покидает гостиницу, но, пытаясь завести машину, становится жертвой таинственного монаха, метнувшего ему в голову боевую звёздочку.
В это время Тарнас и Кристин выбираются из подземелья и на выходе из джунглей вновь встречаются с Бутурлиным, который подвозит их на своей машине до гостиницы. Там они узнают о том, что случилось с Травеном. Но ничего уже не поделаешь, и они улетают домой во Францию. В самолёте Тарнас обнаруживает в рюкзаке тот самый сосуд и понимает, что везёт в Европу страшное биологическое оружие, способное уничтожить всё… На автостоянке у аэропорта Тарнаса хватают люди Бричера и увозят с собой, а Кристин провожает их довольным взглядом. Она нисколько не жалеет об этом, поскольку была агентом бричеровской организации.
В секретной лаборатории господина Бричера таинственную находку вскрывают для более детального изучения, несмотря на возражения и опасения Тарнаса. Исследования приводят к фантастическому результату. Извлечённая из амфоры жидкость случайно попадает на лицо Бричера и превращает того в жуткого мутанта, которого сотрудникам приходится сжечь живьём. Когда же исследования решают перенести в более безопасный район, на тихоокеанский атолл Матаива, самолёт, перевозивший под усиленной охраной чемоданчик с контейнером, буквально растворяется в воздухе.
Тем временем Тарнас просыпается у себя в квартире и с трудом припоминает, что происходило. На его руках множество следов от уколов. Над ним склоняется лицо Кристин, которая говорит, что её зовут Ивонн, и с жаром убеждает Тарнаса, что всё произошедшее было сном. Она покидает его и садится в машину, в которой находятся люди из организации Бричера. Кристин говорит им, что Тарнас ничего не помнит, так как был удачно напичкан наркотиками ,на что один из них с неудовольствием отмечает: «Ничего не помнят только мёртвые, а он жив — благодаря тебе». Тарнас наблюдает за уезжающей машиной из окна. Чуть позже он, выйдя на улицу, встречает на улице кришнаитов и, заявляя, что больше не желает иметь дела с Азией, убегает прочь.

## Художественные особенности
Лента сочетает в себе элементы различных жанров — приключенческого фильма, фантастического триллера, мистического фильма ужасов, детектива. По оценке Евгения Жаркова (Shkolazhizni.ru), это «типичный низкобюджетный ответ Голливуду, вышедший на волне успеха приключений Индиана Джонса». В частности, момент, когда Травен поднимает амфору и в зал начинает литься вода, воспроизводит аналогичный момент в начале фильма «Индиана Джонс: В поисках утраченного ковчега» (1981). В 2002 году польские кинокритики проголосовали за включение «Заклятия» в список десяти худших польских кинокартин всех времён.

## В ролях
- Кольбергер, Кшиштоф — польский учёный Ян Тарнас (озвучивает Владимир Ерёмин)
- Роман Вильгельми — майор Бернар Травен (озвучивает Сергей Шакуров)
- Эва Салацкая — французский репортёр Кристин Жобер (озвучивает Галина Чигинская)
- Игорь Пшегродзкий — Бричер (озвучивает Михаил Козаков)
- Збигнев Лесень — Нуаре
- Леон Немчик — человек в черных очках
- Зыгмунт Белявский — Морино (озвучивает Валерий Кравченко)
- Сергей Десницкий — Андрей Бутурлин
- Хенрик Биста — репортёр
- Микк Микивер — директор
- Тыну Саар — Саар
- Маргус Туулинг — начальник парижской полиции

## Съёмочная группа
- Авторы сценария: Войцех Нижиньский, Марек Пестрак, Владимир Валуцкий
- Режиссёр: Марек Пестрак
- Операторы: Рышард Ленчевский, Януш Павловский
- Художники: Ежи Сьнежавский, Приит Вахер, Эва Краузе
- Композитор: Свен Грюнберг

Фильм озвучен на киностудии «Ленфильм».